# Brachydiplax
Genre
Brachydiplax est un genre d'insectes de la famille des Libellulidae appartenant au sous-ordre des anisoptères dans l'ordre des odonates. Il comprend sept espèces que l'on retrouve dans les régions de l'Inde, la Chine, dans le sud de l'Asie, en Nouvelle-Guinée et en Australie.

## Espèces du genreBrachydiplax
- Brachydiplax chalybea Brauer, 1868[1]
- Brachydiplax denticauda (Brauer, 1867)
- Brachydiplax duivenbodei (Brauer, 1866)
- Brachydiplax farinosa Krüger, 1902
- Brachydiplax sobrina (Rambur, 1842)
- Brachydiplax sollaarti Lieftinck, 1953
- Brachydiplax yunnanensis Fraser, 1924